# تغلب (اسم)
تغلب هو اسم علم مذكر من أصل عربي، ومعناه هو يدل على الغلبة المحققة والنصر الدائم.

## وصلات خارجية
- موسوعة السلطان قابوس لأسماء العرب نسخة محفوظة 5 أبريل 2019 على موقع واي باك مشين.